# Різдво в супермаркеті
Різдво в супермаркеті, також відомий як Хо Хо Хо (рум. Ho Ho Ho) — румунський комедійний фільм 2009 року.

## Сюжет
За збігом обставин мама Хораціо не встигла купити йому той подарунок, який він хотів. Їй соромно, тим більше, що батько Хораціо кинув їх, і тому вона збрехала, ніби Мош Кречун (Санта Клаус румунською) не зміг прийти, але сказав, щоб вони пішли в торговий центр, де можуть купити Хораціо все, що він забажає.

## У ролях
| Актор              | Роль             |
| ------------------ | ---------------- |
| Штефан Беніца мол. | Іон / Мош Кречун |
| Аліна Ківулеску    | Кармен           |
| Богдан Янку        | Хораціо          |
| Павел Бартош       | Марін            |
| Валентин Теодосіу  | Вандам           |
| Костін Габріел     | Калістрат        |
| Даніель Попеску    | Саманца          |
| Юлія Лазар         | Гора             |
| Ралука Апроду      | Ірина            |
| Давід Васіле       | син Іона         |
| Кетелін Маруца     | телеведучий      |
| Еміл Хоссу         | батько Іона      |